# Victor Toyka

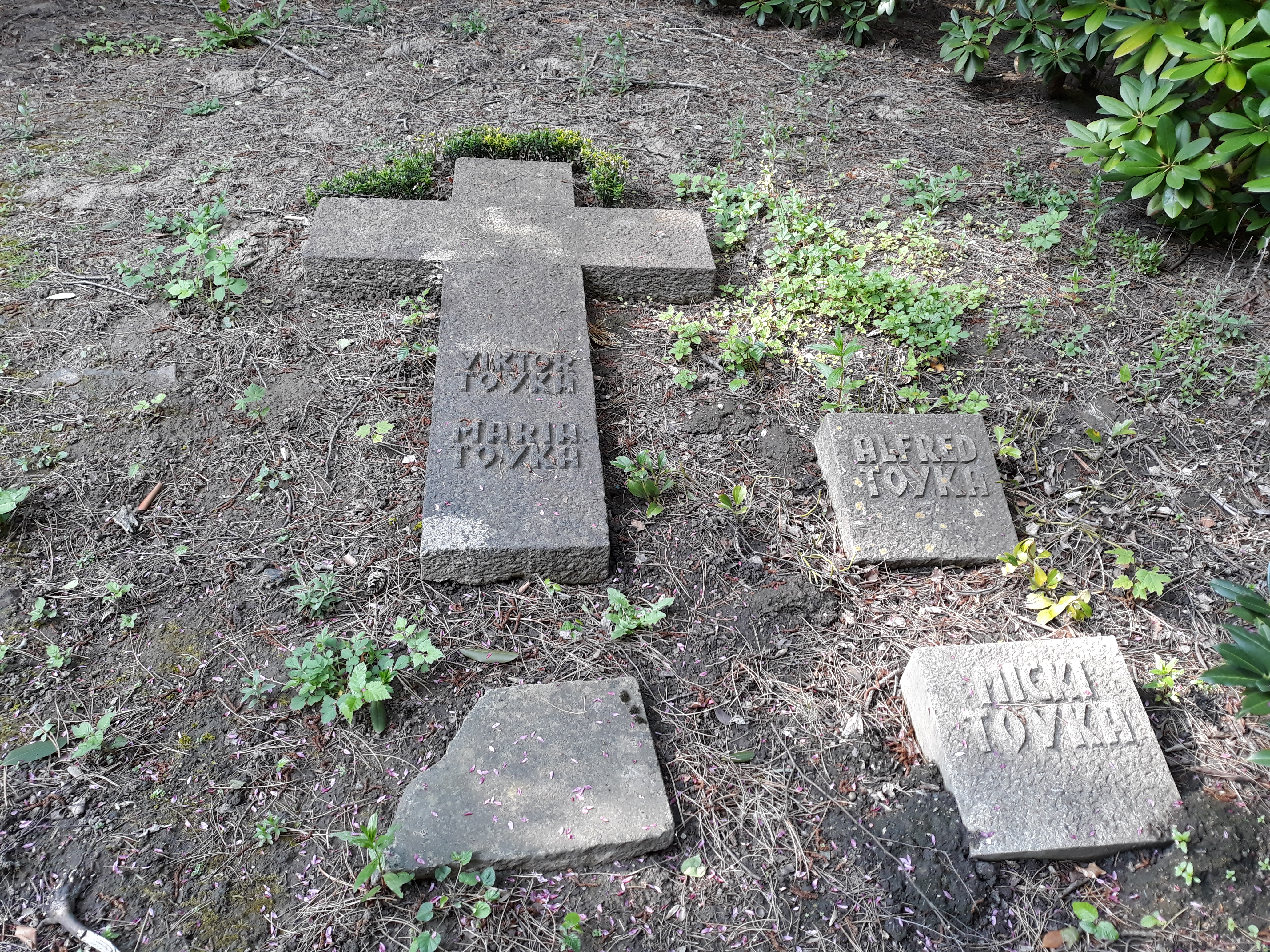
Das Grab von Victor Toyka und seiner Ehefrau Maria im Familiengrab auf dem Hauptfriedhof Dortmund

Victor Toyka (* 24. August 1875 in Kattowitz; † 4. Mai 1942) war ein deutscher Industrieller.

## Leben
Victor Toyka absolvierte eine Lehre bei den Eisenwerken in Kattowitz und arbeitete dann vorübergehend in einer Firma in Stettin, bevor er in Berlin bei der dortigen Eisenhandlung Jacob Ravene & Co. erst Angestellter, dann Handlungsbevollmächtigter wurde.
Zum 1. Oktober 1905 wurde Toyka in Dortmund Prokurist bei der Eisengroßhandlung Heinr. Aug. Schulte. Nachdem diese kurz darauf in eine Aktiengesellschaft umgewandelt worden war, wurde Victor Toyka Mitglied des Vorstandes der AG. Im Ersten Weltkrieg stellte er „eine enge Verbindung zur Deutsch-Luxemburgischen Bergwerks- und Hütten-AG her und gab damit der Eisengroßhandlung einen starken Werksrückhalt“. Unternehmerisch so gestärkt, konnte die Eisen-AG unter Toyka die Vereinigten Stahlwerke AG gründen und durch diese sämtliche anderen Gründerfirmen in Nordwestdeutschland übernehmen. Auch während der Weimarer Republik erweiterte Toyka den Wirkungskreis der AG durch verschiedene Zweigniederlassungen und Beteiligungen an kleineren Eisenhandlungen.
Unterdessen machte sich Toyka in der Dortmunder Sportszene einen Namen. Von 1912 bis 1916 war er Vorsitzender des Ruderclub Hansa von 1898 e. V. Dortmund. Er schied 1933, im Jahr der Machtergreifung durch die Nationalsozialisten, „aus gesundheitlichen Gründen“ aus der Heinr. Aug. Schulte AG aus. Er starb mitten im Zweiten Weltkrieg im Alter von 66 Jahren.
Zudem war Toyka Anfang der 1930er Jahre Wirtschaftsführer der Deutschen Turnerschaft.

## Victor-Toyka-Straße
Die Victor-Toyka-Straße in Dortmund, an der der Sportverein TSC Eintracht Dortmund seinen Sitz hat, wurde nach dem Eisenhandlungs-Vorstand benannt.